# Gare maritime de Trieste
La Gare Maritime de Trieste est située dans le port de la ville de Trieste. 
En 1924, l'administration des magasins généraux décida de construire une gare maritime de passagers à Trieste. Le gouvernement fasciste insère cette construction parmi les travaux publics d'exécution immédiate  . 
La gare maritime de Trieste a été construite entre 1926 et 1930 . 
Le bâtiment est situé sur la jetée de Bersaglieri et est le résultat de la transformation du premier des deux entrepôts (41 et 42), qui pendant la domination des Habsbourg étaient principalement destinés au stockage de vins importés du royaume d'Italie.

## Histoire
Entre 1915 et 1925, la taille des nouveaux navires à passagers a augmenté et le port de Trieste a dû faire face à l'augmentation du trafic de passagers. Le projet a été confié par les Magazzini Generali à l'architecte de Trieste Giacomo Zammattio et Umberto Nordio. 
En 1927, Zammattio est décédé, laissant le design entre les mains de Nordio qui examine l'ensemble du bâtiment. Umberto Nordio résout avec succès les problèmes posés par de nombreuses contraintes, en exploitant les caractéristiques du béton armé qui permettent l'élimination du deuxième ordre de piliers, en simplifiant le fronton qui sera complété sur les côtés de l'horloge par deux grands bas-reliefs. 
La conception personnelle de Nordio de l'art l'a amené à prendre directement en charge l'esthétique de chaque détail, y compris les lustres et les sols . 
En 1933, le bâtiment a été reconnu par "Emporium", le célèbre magazine d'art et de graphisme italien , comme l'une des cinq œuvres qui ont marqué le début de l'architecture moderne en Italie.